# Emmanouíl Lambárdos
Emmanouíl Lambárdos, en grec moderne : Εμμανουήλ Λαμπάρδος (1567-1631), également appelé Manolitzis, est un peintre de la Renaissance crétoise grec. Emmanuel et son neveu Emmanuel Lampardos sont très difficiles à distinguer car ils sont des peintres actifs à la même époque. Son style était la maniera greca typique avec une forte influence vénitienne. D'innombrables images de la Vierge et de l'enfant ont survécu. De nombreux artistes grecs et italiens ont imité les célèbres peintres. Le nom de Lambárdos était très notoire en référence à l'art crétois. La famille était affiliée à de célèbres peintres. Plus de cinquante-six icônes sont attribuées à Lambárdos.

## Galerie

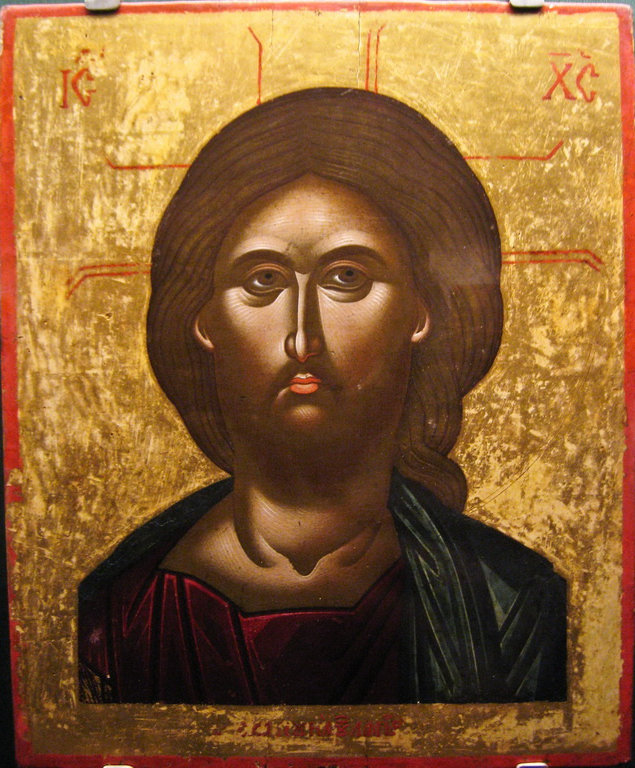
Jésus
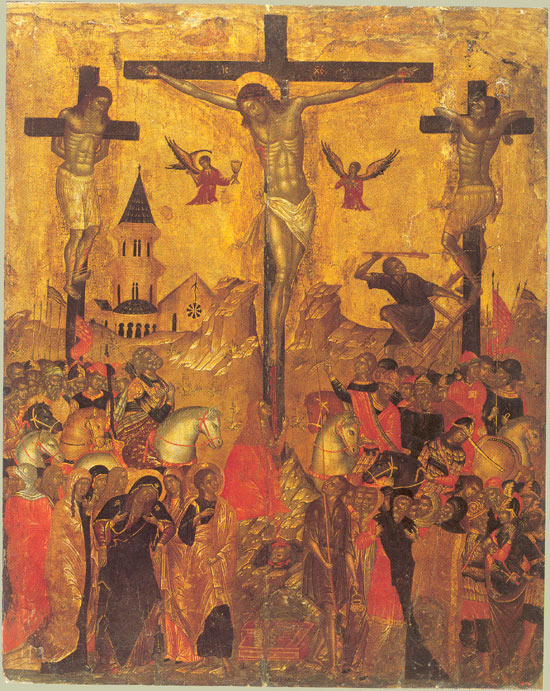
Crucifixion
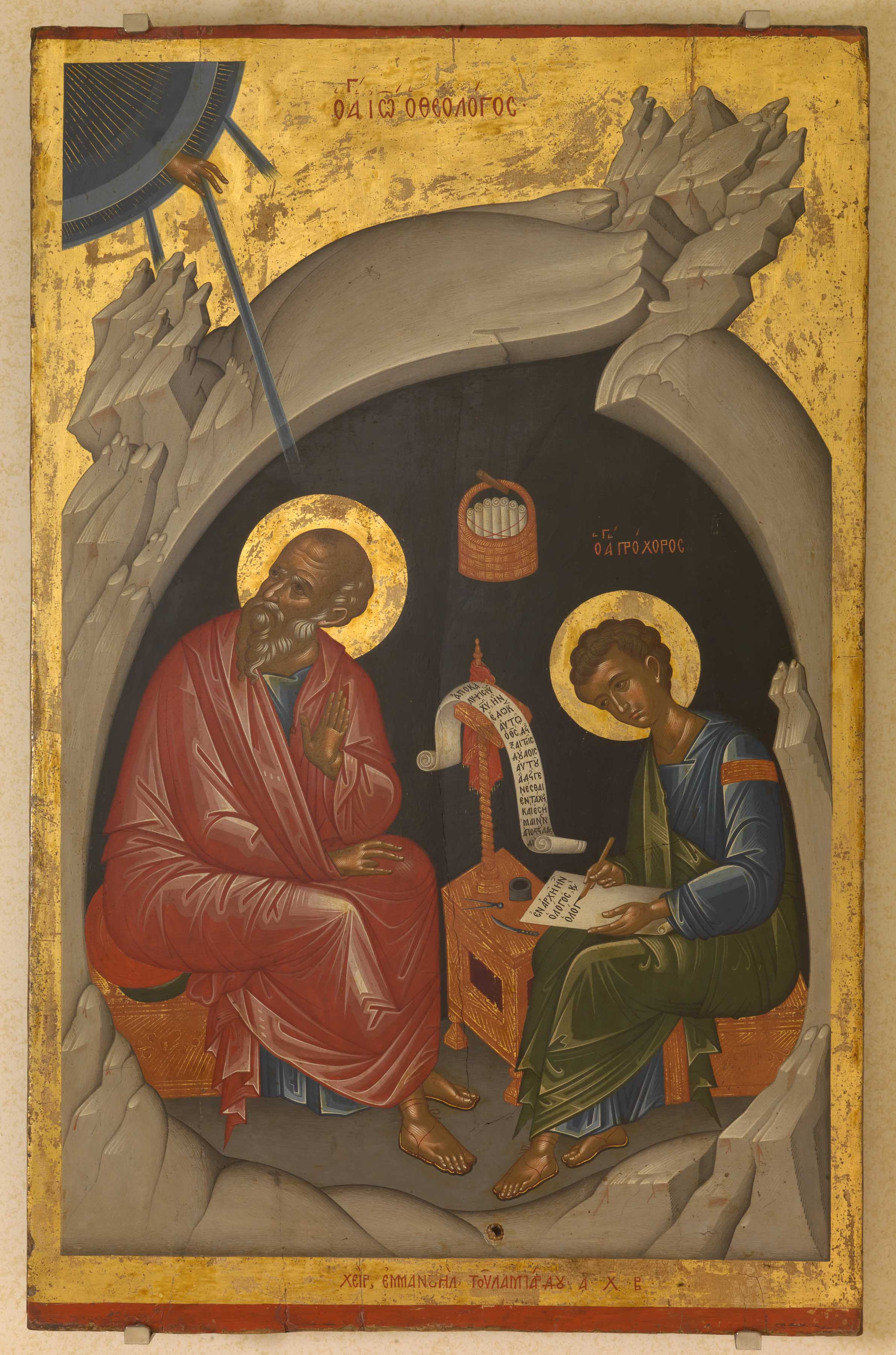
Jean l'Évangéliste
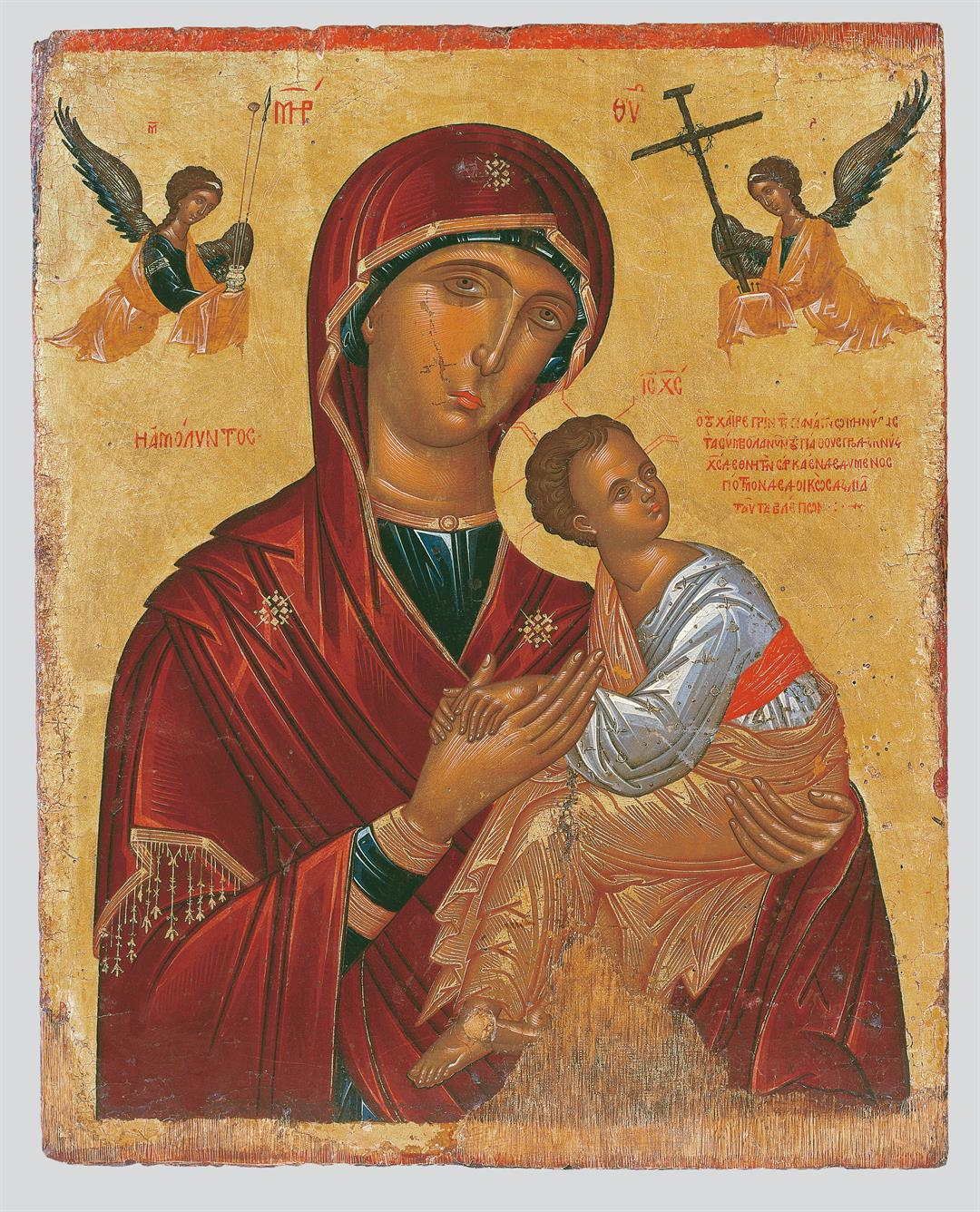
La Mère et l'enfant
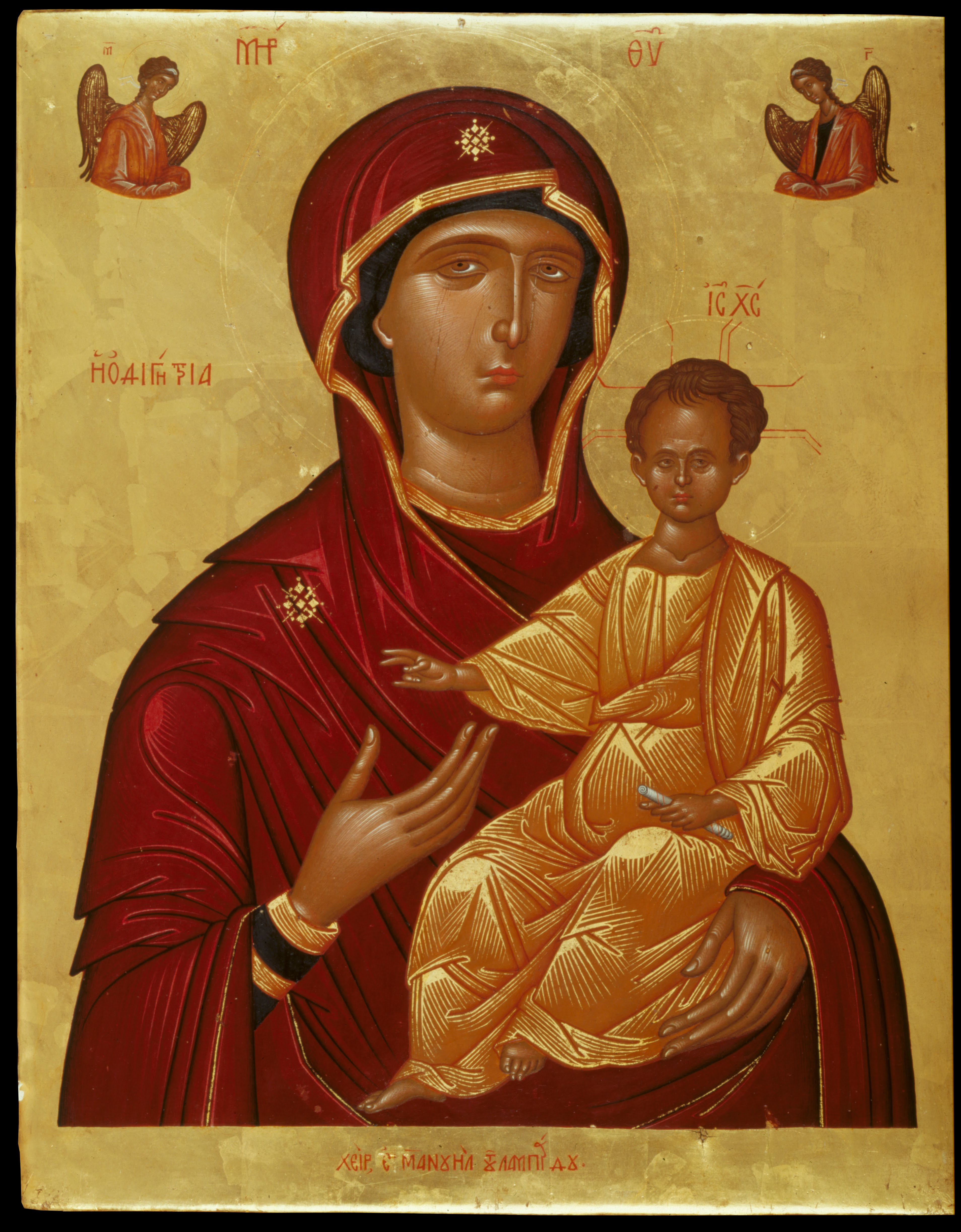
La Mère et l'enfant
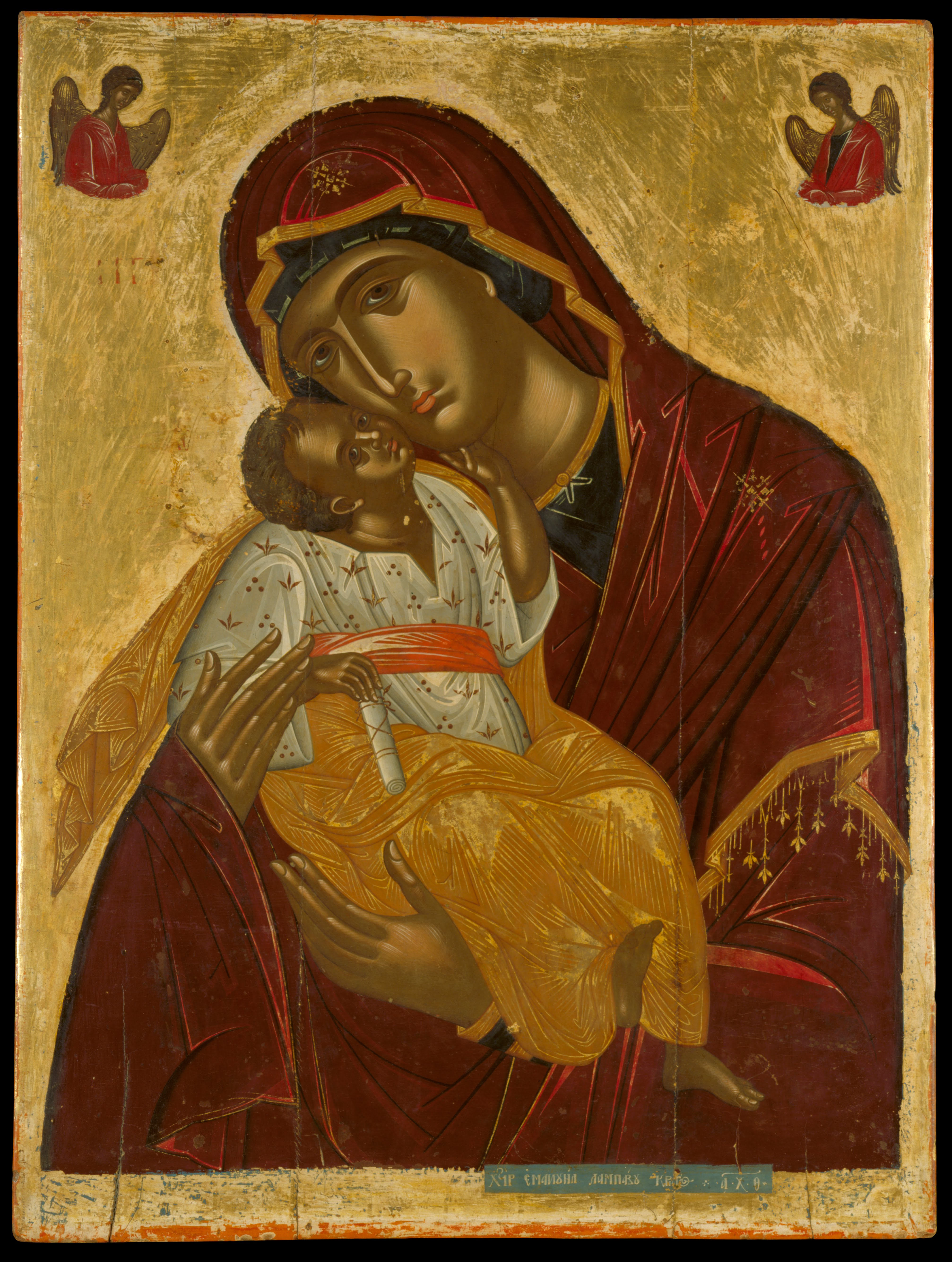
La Mère et l'enfant
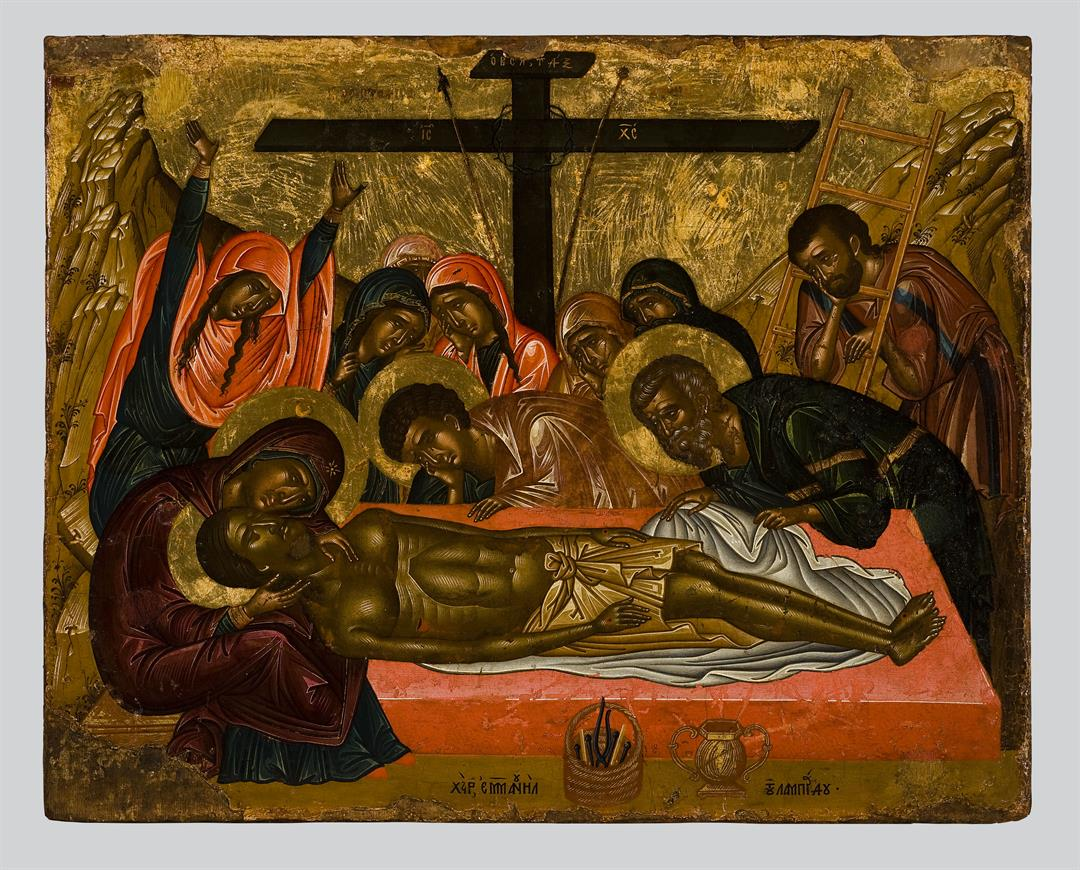
Lamentation
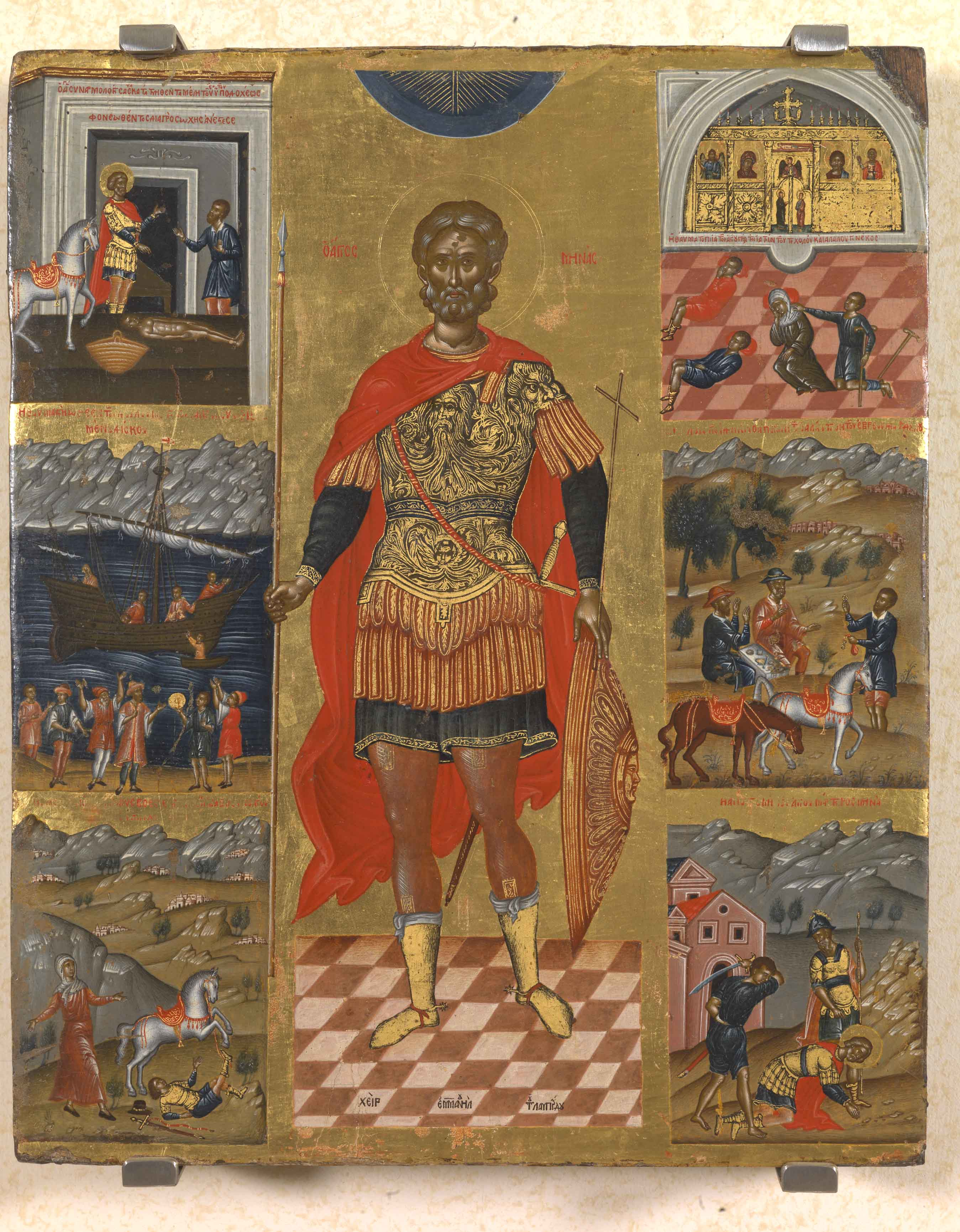
Saint Minas
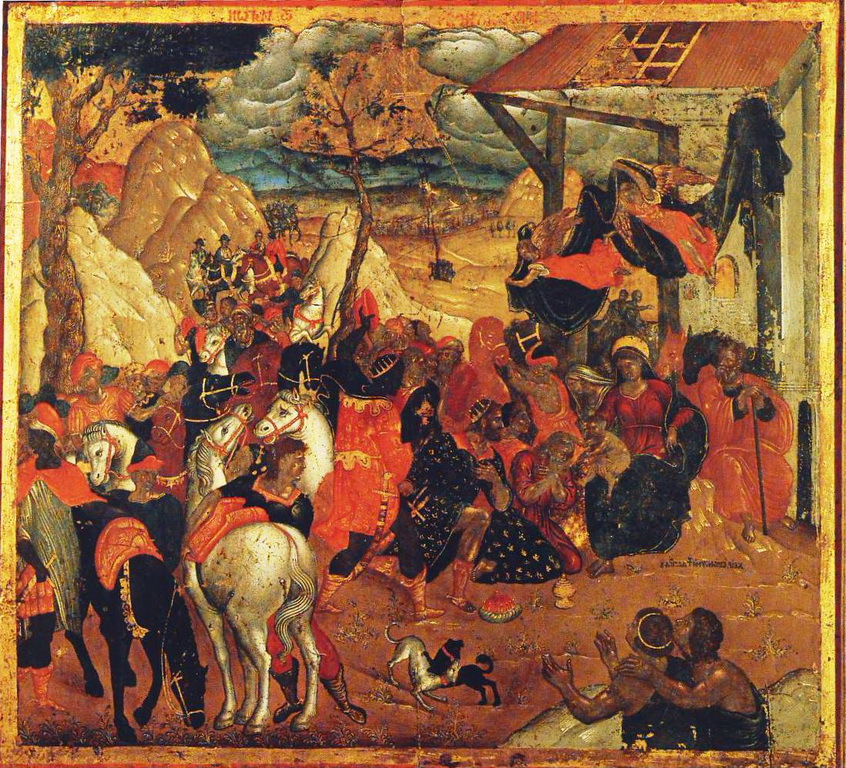
Les Trois mages